# Achemene
Achemene (in persiano antico Haxāmaniš ossia "dall'animo consapevole", in greco antico: Ἀχαιμένης?, Achaimènēs, latinizzato in Achaemĕnēs; Assiria, 700 a.C. circa – Assiria, 700 a.C. circa) è stato un sovrano semi-leggendario assiro, considerato il progenitore della dinastia achemenide.

## Biografia
Vissuto intorno al 700 a.C. avrebbe regnato su una piccola area nella regione nordoccidentale vicino al lago di Urmia, area che le iscrizioni assire chiamano Parsumaš ossia Terra dei Parsu (Persiani).
A causa delle lacune nelle fonti storiche, l'esistenza di Achemene e del suo regno non è del tutto certa. È stato ipotizzato che si tratti di una figura leggendaria introdotta da Dario I che, non essendo erede diretto del suo predecessore, Ciro II, avrebbe inventato un antenato comune per legittimare le proprie pretese sul trono di Persia. In ogni caso tutti i discendenti di Dario onorarono Achemene e lo considerarono come il fondatore della dinastia anche se gli accenni alle sue gesta rimasero estremamente scarsi.
Accettando l'ipotesi che sia esistito, Achemene fu probabilmente un capo-guerriero che regnò sui Persiani, o su una tribù di quel popolo come vassallo dei Medi.
Un'iscrizione assira risalente al regno di Sennacherib riporta come il re avesse respinto un'incursione dei Parsu che potrebbero essere stati guidati da Achemene.
Gli scrittori greci aggiunsero alcune informazioni, leggendarie, circa Achemene: essi chiamarono la sua tribù Pasagadae e scrissero che egli fu rapito da un'aquila.
Platone, scrivendo riguardo alla storia persiana identificò Achemene con Perse. Secondo il filosofo, Achemene/Perse era figlio della regina d'Etiopia, Andromeda, e dell'eroe greco Perseo, figlio di Zeus.
Scrittori più tardi credettero invece che Achemene e Perse fossero persone diverse e che il secondo fosse un antenato del primo. La versione greca della storia persiana afferma che ad Achemene succedette suo figlio Teispe che condusse i Persiani a conquistare ed a insediarsi nella città di Ansan. Nipote di Achemene fu Ciro I. Negli antichi testi persiani Teispe non è però indicato come figlio di Achemene bensì come un achemenide, e quindi la citazione potrebbe confermare l'esistenza di una famiglia con tale nome e non di una persona.